# Statue-menhir de Mollet
La statue-menhir de Mollet, appelée aussi statue-menhir del Pla de les Pruneres, est une statue-menhir découverte à Mollet del Vallès, dans la province de Barcelone, en Catalogne, en Espagne. C'est la plus grande statue-menhir découverte à ce jour en Europe.

## Historique
La statue a été découverte en avril 2009 au Pla de les Pruneres, à Mollet del Vallès, à l'occasion de travaux de construction d'un parking, enfouie à 8 m de profondeur sous la surface actuelle. Le Pla de les Pruneres correspond à la convergence de plusieurs rivières, dont le fleuve Besòs, dans une zone où se sont accumulés des alluvions lors des épisodes de crues.
Le site n'étant pas favorable à un établissement humain durable à l'époque préhistorique, il est vraisemblable que la pierre a été déplacée depuis son lieu d'implantation d'origine. En tenant compte de sa grande taille et des difficultés induites pour la déplacer, et étant donné que la pierre n'est pas usée, le site d'origine devait être cependant très proche de celui de sa découverte.

## Description
La statue a été partiellement endommagée accidentellement lors des sondages préalables aux travaux (trous de forage) et lors de son dégagement (la pierre a été traînée par une pelleteuse). La statue est constituée d'un bloc d'arkose de 4,90 m de long, 1,10 m de large et 0,69 m d'épaisseur, ce qui en fait la plus grande statue-menhir découverte à ce jour en Europe. Curieusement, ce ne sont pas les surfaces les plus larges qui comportent un décor mais les plus étroites. Ce qui laisse penser que le travail de sculpture a été réalisé avec la pierre couchée sur le côté et reposant sur l'une de ses faces larges. La technique sculpturale utilisée sur les deux faces travaillées est différente. Sur la face avant, le décor a été réalisé en bas-relief, avec une technique très fine et détaillée. Sur la face arrière, en revanche, les motifs ont été réalisés par abrasion, les laissant en négatif, selon une technique plus simple. Ces différentes techniques de sculpture pourraient correspondre à deux périodes différentes.

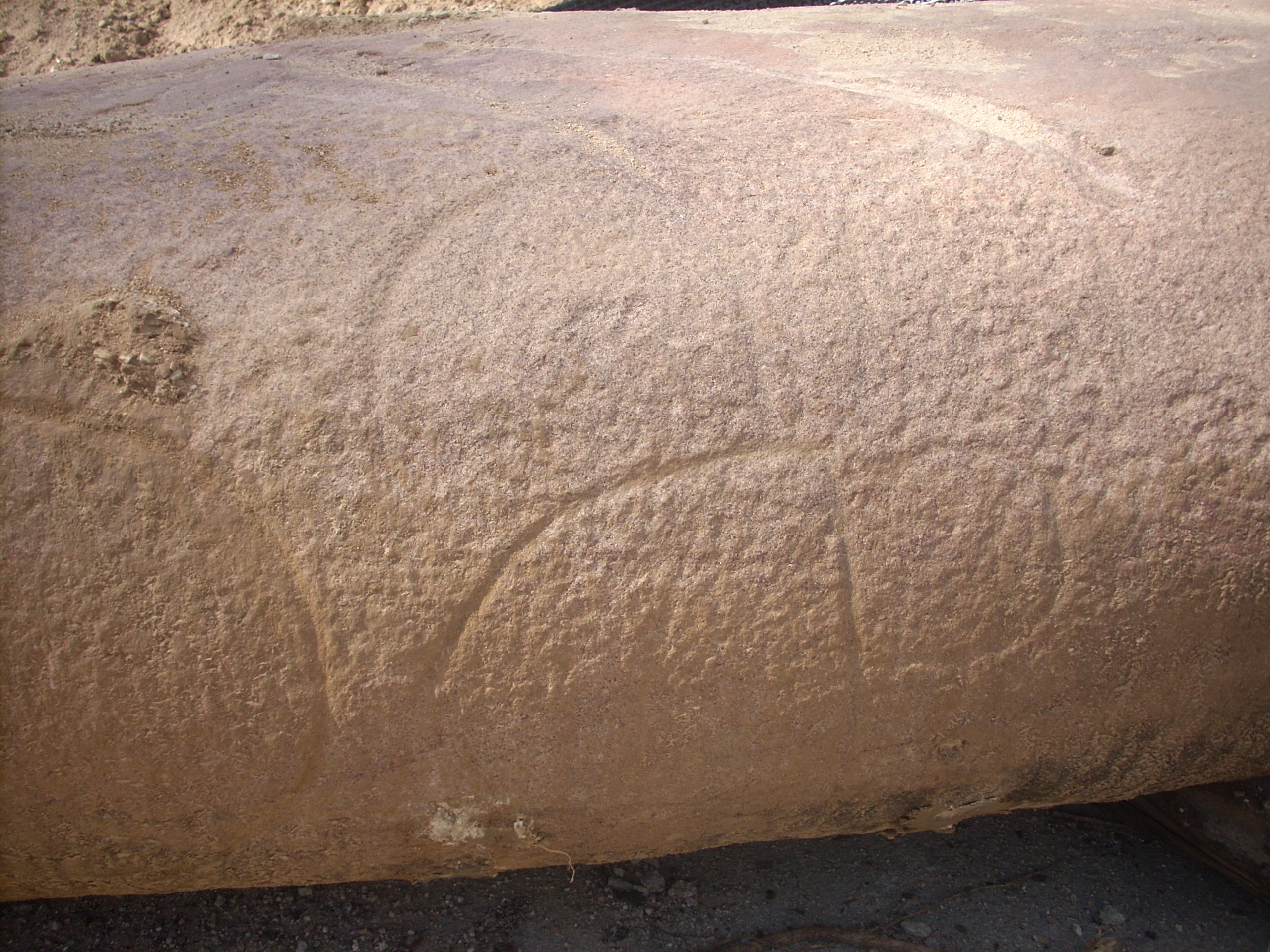
Gravures sur la face arrière.

La face avant est ornée d'un visage : les deux yeux sont sculptés de part et d'autre d'un relief vertical représentant le nez, avec un petit arc vers le haut représentant les sourcils, selon la représentation du « T » facial typique des statues-menhirs languedociennes que l'on retrouve aussi sur d'autres statues-menhirs (Provence, Alpes, Lunigiana et Sardaigne). Le travail de sculpture est si méticuleux que même les iris au centre des yeux ont été sculptés. Tout cela suggère le travail d'un spécialiste ou d'une personne très expérimentée. Des éléments sont visibles aux extrémités des sourcils sur le côté gauche du visage. Sur le côté droit, qui a été endommagé par l'érosion naturelle, ils sont très mal conservés mais perceptibles en lumière rasante. Ils pourraient correspondre à une représentation des bras, disposés verticalement, parallèlement aux deux côtés du visage. Ce type de disposition se retrouve sous une forme très similaire sur des statues-menhirs du Languedoc. Le trou visible au-dessus des sourcils résulte lui des travaux de forage modernes.
La face arrière comporte deux grandes lignes courbes, situées à la même hauteur que la tête, dessinant une forme de « M », elles pourraient représenter les omoplates (par parallélisme avec les statues-menhirs du Rouergue). Les autres gravures, visibles dans la partie inférieure, sont très difficiles à interpréter, car il n'existe aucun motif similaire sur d'autres statues-menhirs en Europe.

## Datation
Un charbon de bois découvert dans la couche sédimentaire qui recouvrait la statue a été daté au radiocarbone d'une période calibrée comprise entre 2290 et 1960 av. J.-C., soit à la fin du IIIe millénaire av. J.-C. En raison de la parenté stylistique existant entre la statue-menhir de Mollet et les statues-menhirs du Languedoc, l'analyse chronologique comparée conduit à dater la statue-menhir de Mollet d'une période comprise entre 3300 et 2200 av. J.-C..